# Џон Долић
Џон Долић (енгл. John Dolic, срп. Јово Долић) (Теслић, 13. јуна 1959) је аустралијски лекар кинеске медицине, инструктор Чи кунг-а и Кунг фу-а, као и аутор. Џон је први западњак који је дипломирао 6 година редовног студија на Универзитету кинеске медицине у Пекингу са звањем доктора традиционалне кинеске медицине и тиме постао један од пионира кинеске медицине на западу.
Џон је био главни уредник и издавач престижног аустралијског часописа за Чи кунг - Чи кунг кинеско здравље (QI GONG chinesehealth). Осим тога написао је књигу Чикунг демистифициран (Qigong Demystified), гостовао је у аустралијским радио и телевизијским програмима и појављивао се у штампи.

## Детињство и младост
Џон Долић је рођен 13. јуна 1959. године у Теслићу као треће дете Рајка Долића (1929—2008) и Тоде, рођ. Касаповић (1933. -). Џон има три сестре и са свега непуне три године, његова породица је одлучила да се пресели у оближњи Добој, где је Џон завршио основно и средњошколско образовање. Као тинејџер, Џон се почео занимати за источњачку културу, поготово за њихове традиционалне борилачке вештине и филозофију. У нади да ће једног дана остварити свој сан о животу на Далеком истоку и бављењу неком од ових дисциплина, Џон се пријавио за стипендију кинеске владе као један од кандидата за размену студената између Кине и Југославије. Пошто је требало чекати годину дана на исход, одлучио је да у међувремену почне студирати кинески језик на Филолошком факултету Универзитета у Београду.

## Студирање и живот у Кини
Годину дана касније, августа 1979. године, Џон се нашао у Пекингу где је провео наредних осам пуних година, две године учећи кинески језик и шест година кинеску медицину. 1987. године дипломирао је са звањем доктора кинеске медицине на Универзитету кинеске медицине у Пекингу, чиме је постао први западњак коме је икада додељена та титула. Упоредо са дипломирањем кинеске медицине, Џон је ванредно студирао и дипломирао кинески језик на Универзитету за језике и културу у Пекингу, са звањем професора кинеског језика и књижевности.
За време свог боравка у Кини, Џон је посетио многе школе и мајсторе Чи кунг-а, Кунг Фу-а и Таи Чи-а те је обучен надалеко чувеним стиловима као што су Спонтана игра пет животиња, Ходајући чи кунг, Спавајући чи кунг и Мирисни чи кунг те Кунг фу стиловима Багуаџанг, Чангћуен, Шаолин и Јанг стил Таи чи чуан-а.

## Повратак у земљу, служење војног рока и започињање каријере
По повратку у тадашњу Југославију, Џон је годину дана служио војни рок у Новом Саду, прво неколико месеци на медицинској обуци, а преосталих десет месеци, на захтев појединих војних лекара, лечио је пацијенте са акупунктуром и акупресуром у Војнoмeдицинскoм цeнтру Нови Сад. По повратку у цивилни живот, Џон је са својом кинеском супругом, такође лекарком кинеске медицине, започео приватну праксу у Загребу. Исте године је његову диплому нострификовало Свеучилиште у Загребу. Међутим, након непуне три године, захваљујући нестабилној политичкој ситуацији тог времена, која је брзо прерасла у грађански рат, Долићи су одлучили да напусте земљу и прво су провели годину дана у Пекингу, а затим се преселили у Сиднеј у Аустралији.

## Каријера у Аустралији
Убрзо по доласку у Сиднеј, Џон је започео приватну праксу, као и предавати кинеску медицину на Аустралијском колеџу за акупунктуру (данас део Универзитета за технологију у Сиднеју) (1992-93), након чега је постао предавач, члан извршног одбора и секретар Сиднејског колеџа за традиционалну кинеску медицину (сада Сиднејски институт за традиционалну кинеску медицину) (1993-97 ). Током истог периода, Џон је постао члан извршног одбора, као и секретар Регистра акупунктуре и традиционалне кинеске медицине (1993-97), где је једна од његових дужности била процена страних диплома и тестирање знања из области кинеске медицине за неаустралске држављане који би желели постати чланови регистра, како би њихови третмани били покривени аустралским здравственим осигурањем и стекли многе друге правне бенефиције.
Од 1995. Џон је обављао приватну праксу у Мосману, једном од северних предграђа Сиднеја, први под својим властитим именом, да би потом, од 2008. године, био регистрован као Чи кунг кинеско здравље (Qi Gong Chinese Health) и под тим именом послује још и данас. Од 2010. године компанија послује и путем интернета.
Поред употребе кинеске медицине у лечењу и превенцији различитих болести, Џон предаје Чи кунг, Кунг фу и Таи чи и био је уредник и издавач јединог аустралијског часописа за Чи кунг - ЧИ КУНГ кинеско здравље (Qi Gong Chinese Health) од 2001. до 2006. године. Часопис се дистрибуирао по специјалним киосцима широм Аустралије, а у другим земљама је био доступан по претплати.
Током деведесетих, Џон је више пута био позван да суди на многим такмичењима у Кунг фу-у у Сиднеју, док су неки од његових ученика освојили прве награде на понеким од тих турнира, као што је Борба змајева (Battle of the Dragons). Од 1997. Џон је потпредседник Кинеско-аустралијске федерације Таи-чија и Па-куа.
Џон се више пута појављивао у аустралијским јавним медијима, попут популарног дневног телевизијског програма Јутра са Кери-Ан (Mornings with Kerry-Anne), о њему су писани безбројни чланци и вођени интервјуи у истакнутим аустралијским публикацијама попут Недељног Телеграфа (The Sunday Telegraph), на радију и другде.
2011. објављена је прва Џонова књига Чикунг демистифициран (Qigong Demystified), која је 2018. године преведена на бошњачки језик, а тренутно је у процесу превођења на пољски и португалски језик.
Од 2014. до 2016. Џон је предавао кинеску терапију вежбања на Ендевор колеџу природних терапија у Сиднеју (Endeavour College of Natural Health) у оквиру четворогодишње редовне дипломе из здравствених наука (акупунктура).
Поред тога, Џон често одржава радионице, семинаре и курсеве широм света. Подручја се крећу од кинеске медицине, акупунктуре, Чи кунг-а и Таи чи чуан-а до Кунг фу-а, таоизма и будизма.